# 하세베 마코토
하세베 마코토(일본어: 長谷部 誠, 1984년 1월 18일~ )는 일본의 전 축구 선수이자 현재 일본 축구 국가대표팀 코치이다. 현역 시절에는 수비형 미드필더로 뛰었다.

## 클럽 경력
하세베는 2002년 후지에다 히가시 고등학교를 졸업한 뒤, 우라와 레드 다이아몬즈에 입단하였다. 2003년에 팀의 주전 선수가 되었고 2004년에는 나비스코컵 신영웅 상을 수상하였고, J리그의 베스트 일레븐과 우라와의 팬들이 선정한 올해의 선수에 뽑혔다.
2008년 독일 분데스리가의 볼프스부르크로 이적하였고, 오쿠데라 야스히코 이후에 독일 분데스리가에서 우승을 경험한 두 번째 일본인 선수가 되었다.

## 국가대표팀 경력

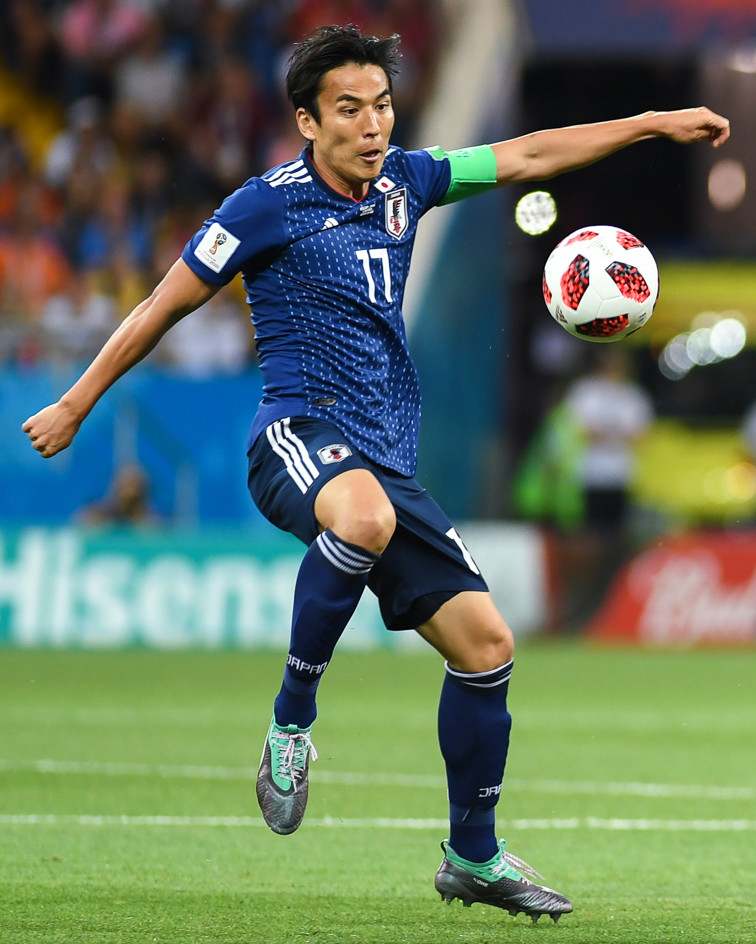
2018년 FIFA 월드컵 당시 벨기에와 경기 중인 하세베.

2003년에 일본 청소년 국가대표팀으로 발탁되어 노키아 데비텔 컵에 참가했고 이듬해인 2004년에는 국제 청소년 축구 대회인 툴롱 대회에 일본 청소년 대표팀으로 참가하였다.
2006년 1월 일본 축구 국가대표팀의 감독인 지쿠에 의해 국가대표팀에 발탁되었다. 같은 해 2월 10일 샌프란시스코에서 열린 미국 대표팀과의 원정 친선 경기에서 다나카 마코토와 교체 투입이 되면서 첫 A매치를 가졌으며 경기는 2-3으로 패했다. 2월 22일 요코하마에서 열린 인도와의 2007년 아시안컵 참가 예선 경기에서 후반 13분에 자신의 대표팀 첫 득점이 되는 슛을 찼으나 심판진의 협의 결과 마키 세이이치로의 골로 기록되었다.
독일에서 열리는 2006년 FIFA 월드컵에 참가하는 일본 대표팀 선수 명단에는 포함되지 않았으나, 독일 월드컵 이후 지쿠의 후임으로 이비차 오심이 일본 대표팀의 지휘봉을 잡은 이후에는 다시 대표팀에 발탁되었다. 2006년에는 오심의 지휘 아래에서 A매치 3경기에 출전했으나 2007년에는 아예 대표팀 경기에 출전하지 못했다. 이후 뇌졸중 증세로 대표팀 감독에서 물러난 오심의 후임인 오카다 다케시에 의해 다시 대표팀에 발탁되었고 2008년 5월 24일에 코트디부아르와의 기린 챌린지컵 1차전을 통해 1년 반만에 A매치를 뛰었다. 그는 다마다 게이지의 골을 어시스트하며 일본의 1-0 승리에 기여했다. 이후 엔도 야스히토와 짝을 이루며 대표팀의 주전이 되었고 2009년 6월 6일 2010년 FIFA 월드컵 참가 여부가 걸린 우즈베키스탄과의 지역 예선 원정 경기에서 후반 44분에 팔꿈치로 우즈베키스탄의 세르베르 제파로프를 가격하여 퇴장당했으나 일본 대표팀이 승리하며 월드컵 참가가 확정되었다. 같은 해 11월 18일 홍콩에서 열린 홍콩 대표팀과의 2011년 아시안컵 참가 예선 원정 경기에서 자신의 대표팀 첫 골을 넣었다.
2010년 5월 10일에는 남아프리카 공화국에서 열리는 2010년 월드컵 참가를 앞두고 오카다에 의해 그 동안 일본 대표팀 주장을 맡아왔던 나카자와 유지를 대신하여 일본 대표팀의 주장으로 발탁되었다. 하세베는 2010년 월드컵에서 일본 대표팀의 4경기(조별 리그 경기 3경기, 16강전) 모두 선발로 출전했고 일본 대표팀의 역사상 2번째 월드컵 16강 진출에 기여했다. 같은 해 10월 8일에는 아르헨티나와의 경기에서 오카자키 신지의 결승골을 어시스트하면서 역사적인 승리에 기여했다.
오카다의 후임으로 일본 대표팀의 감독이 된 알베르토 자케로니에게도 주장으로 중용되었으며 2011년 1월에 카타르에서 개최된 2011년 아시안컵에 참가하였다. 그는 조별 리그 2차전인 시리아와의 경기에서 선제골을 기록했고 총 6경기에 풀타임에 가깝게 출전하여 일본 대표팀의 우승에 기여했다. 이후 2014년 FIFA 월드컵 참가를 위한 지역 예선에서도 일본 대표팀의 주장으로 활약하여 본선 진출에 기여했으며, 2013년에는 FIFA 컨페더레이션스컵에 일본 국가대표팀 주장으로 참가했으며 그 해 말부터 엔도 대신 야마구치 호타루와 짝을 이루며 활약했다. 월드컵을 앞둔 2014년 2월에는 오른쪽 무릎을 수술과 재발로 인해 해당 시기 대표팀 경기에는 출전하지 않았으며 그 해 5월 사이타마에서 열린 키프로스와의 친선 경기에서 후반전을 앞두고 엔도 야스히토와 교체 투입되면서 복귀했다. 브라질에서 열린 2014년 월드컵 본선에서는 전 경기에 선발 출전했으나 조별 리그 1무 2패로 16강 진출에는 실패했다.
2015년 1월에는 오스트레일리아에서 열린 2015년 아시안컵에 주장으로 참가하였으며 일본 대표팀은 8강에서 아랍에미리트와의 경기에서 승부차기 끝에 패하며 탈락했다. 이듬해인 2016년 9월 1일에는 사이타마에서 열린 아랍에미리트와의 2018년 FIFA 월드컵 지역 예선 경기를 통해 자신의 A매치 통산 100경기에 출전하며 FIFA 센추리 클럽에 가입했다. 2017년 3월에는 부상과 수술의 영향으로 잠시 국가대표를 떠났으나 같은 해 8월 31일에 월드컵 본선 진출 여부가 달려있는 오스트레일리아 대표팀과의 경기를 통해 복귀하였다. 이 경기에서 대표팀 주장으로서 전 시간 출전을 완수하였으며 두 월드컵 대회 연속으로 대표팀 주장으로서 월드컵 본선 진출에 기여했다.
2018년 6월 자신의 3번째 월드컵인 러시아에서 열린 2018년 FIFA 월드컵에 주장으로 참가했으며 조별 리그 전 경기에 출전하여 대표팀의 16강에 진출에 기여했다. 16강전이자 자신의 114번째 A매치인 벨기에와의 경기에서 역전패를 당하며 월드컵을 마쳤으며 월드컵 대회 이후 국가대표 은퇴를 선언했다.

### 국가대표팀 주요 대회 출장 목록
- 2010년 FIFA 월드컵 (주장)
- 2011년 AFC 아시안컵 (주장)
- 2013년 FIFA 컨페더레이션스컵 (주장)
- 2014년 FIFA 월드컵 (주장)
- 2015년 AFC 아시안컵 (주장)
- 2018년 FIFA 월드컵 (주장)

## 통계

### 클럽
| 클럽                      | 시즌               | 리그 | 리그 | 리그 | 클럽 대항전             | 클럽 대항전 | 클럽 대항전 | FA컵 | FA컵 | FA컵 |
| 클럽                      | 시즌               | 경기 | 골   | 도움 | 대회                    | 경기        | 골          | 경기 | 골   | 도움 |
| ------------------------- | ------------------ | ---- | ---- | ---- | ----------------------- | ----------- | ----------- | ---- | ---- | ---- |
| 아인트라흐트 프랑크푸르트 | 분데스리가 2014-15 | 33   | 0    | 2    | ―                       | ―           | ―           | 2    | 0    | 0    |
| 아인트라흐트 프랑크푸르트 | 분데스리가 2015-16 | 32   | 1    | 2    | ―                       | ―           | ―           | 2    | 0    | 0    |
| 아인트라흐트 프랑크푸르트 | 분데스리가 2016-17 | 22   | 1    | 1    | ―                       | ―           | ―           | 3    | 0    | 0    |
| 아인트라흐트 프랑크푸르트 | 분데스리가 2017-18 | 24   | 0    | 0    | ―                       | ―           | ―           | 5    | 0    | 0    |
| 아인트라흐트 프랑크푸르트 | 분데스리가 2018-19 | 28   | 0    | 0    | UEFA 유로파리그 2018-19 | 14          | 0           | 1    | 0    | 0    |
| 아인트라흐트 프랑크푸르트 | 분데스리가 2019-20 | 16   | 0    | 0    | UEFA 유로파리그 2019-20 | 11          | 0           | 3    | 0    | 0    |

### 국가대표팀
| 일본 | 일본 | 일본 |
| 연도 | 출전 | 득점 |
| ---- | ---- | ---- |
| 2006 | 6    | 0    |
| 2007 | 0    | 0    |
| 2008 | 10   | 0    |
| 2009 | 11   | 1    |
| 2010 | 10   | 0    |
| 2011 | 15   | 1    |
| 2012 | 11   | 0    |
| 2013 | 14   | 0    |
| 2014 | 6    | 0    |
| 2015 | 12   | 0    |
| 2016 | 9    | 0    |
| 2017 | 2    | 0    |
| 2018 | 8    | 0    |
| 통산 | 114  | 2    |

## 수상 내역
우라와 레드 다이아몬즈
- J리그 디비전 1 : 2006
- J리그 디비전 1 후기 리그 : 2004
- 나비스코컵 : 2003
- 천황배 : 2005, 2006
- 제록스 슈퍼컵 : 2006
- AFC 챔피언스리그 : 2007

 볼프스부르크
- 분데스리가 2008-09 우승

 프랑크푸르트
- DFB 포칼 : 2017-18
- UEFA 유로파리그 : 2021-22

 일본
- AFC 아시안컵 : 2011
- 기린 챌린지컵 : 2008, 2009, 2011

### 개인
- 2004년 J리그 베스트 일레븐
- 2004년 나비스코컵 뉴히어로상
- AFC 아시안컵 대회 베스트 : 2011
- 2011년 AFC 아시아 베스트 일레븐
- AFC 올해의 아시아 국제 선수 : 2018
- VDV 올해의 팀 : 2018-19
- 키커 분데스리가 올해의 팀 : 2018-19
- UEFA 유로파리그 시즌의 스쿼드 : 2018-19

## 같이 보기
- A매치 100경기 이상 출전한 축구 선수 명단